# Coscaga
Coscaga — рід квітососових з підродини совок-п'ядунів, види якого поширені в Північній Америці.

## Систематика
У складі роду:
- Coscaga angulata Schaus, 1906
- Coscaga obscura Hampson
- Coscaga picatalis Schaus, 1906